# 类扇叶垫柳
类扇叶垫柳（学名：Salix paraflabellaris）为杨柳科柳属下的一个种。

## 扩展阅读
- 維基物種上的相關：类扇叶垫柳